# Sandra de Blecourt

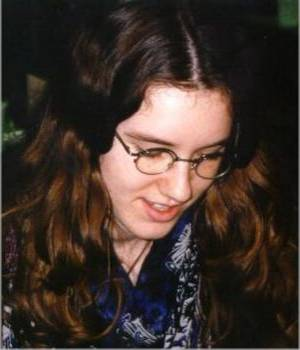
Sandra de Blécourt (2004)

Sandra de Blécourt (11 september 1978) is een Nederlandse schaakster met in 2016 een FIDE-rating 2132. Ze is sinds 2006 FIDE meester bij de vrouwen (WFM). 

## Carrière
In 1992 en 1994 was ze nationaal jeugdkampioen bij de meisjes (resp. categorie C en categorie B). In 1992 was ze sportvrouw van het jaar in Etten-Leur.
Bij het kampioenschap voor dames in 2000 eindigde ze op de vierde plaats. Zhaoqin Peng werd kampioen. De Blécourt heeft ook meegespeeld in het zwaar bezette toernooi te Reykjavik in 2002 en in het toernooi Politiken Cup 2001 met als winnaar Mikhail Gurevich. Ze is verder schaaklerares bij de Castle Chess Camp te Amsterdam. 
In 2006, 2008 en 2014 heeft ze met het Deense team deelgenomen aan de Schaakolympiade.
De Blécourt heeft een artikel over de wiskundige fundering van het Ratingsysteem geschreven.

## Openingen
De Blécourt opent met wit bijna altijd met de zet 1.d4, waarna er vaak een halfgesloten opening op het bord komt. Als haar tegenstander met wit 1.e4 opent speelt ze vaak het Frans.